# Рамон Фольк VI де Кардона
Раймондо Фольк VI де Кардона, Рамон Фольк VI де Кардона (кат. Ramon Folc VI de Cardona; ок. 1259 — 31 октября 1320) — каталонский дворянин, 8-й виконт Кардоны с 1276 года до своей смерти.

## Биография
Старший сын Раймондо V (ок. 1220—1276), виконта Кардоны (1241—1276), и его жены, Сибиллы д’Эмпуриес, дочери графа Эмпуриеса, Понса IV и его второй жены, Терезы Фернандес де Лара, дочери графа Фернандо Нуньеса де Лара, сеньора Кастрохериса, и его жены Майор.
После смерти (примерно в 1276 году) своего отца, Раймондо V, Раймондо унаследовал титул 8-го виконта Кардона. Первоначально он проводил отцовскую политику восстания против короля Арагонской короны Педро III Великого и был одним из руководителей восстания 1280 года. Во время восстания Раймондо потерпел поражение и был заключен в тюрьму в Балагере. В 1281 году он получил помилование от короля Педро III и примирился с арагонской короной, став доверенным советником Педро III, после чего он боролся с французским вторжением в 1285 году, показав себя в командовании обороной Жироны.
После смерти Педро III виконт Кардона также поставил свой меч на службу сначала Альфонсу III Свободному, а затем его младшему брату и преемнику, Хайме II Справедливому. В последний период он отказался вступить в ряды губернатора Сицилии, брата Хайме II, Федерико.
В 1297 году он был среди трех делегированных судей, чтобы решить вопрос о престолонаследии в графстве Пальярс.
В 1302 году, после смерти своего кузена Роже Берната III де Фуа, он стал советником сына Роже Берната, нового графа де Фуа, Гастона I де Фуа.
Около 1319 года у него возникли некоторые разногласия с графом Урхельского Альфонсо, наследником престола Арагонской короны.
Согласно Excerpta ex martyrologio Celsonensi, Apendice al Viage Literario a las Iglesias de Espana, Tome IX, Раймонд VI умер 31 октября 1320 года. Раймондо был похоронен в монастыре Поблет. Ему наследовал его сын Уго I де Кардона.

## Брак и дети
Раймондо VI, согласно Crónica del rey don Fernando IV, женился на Марии Альфонсо де Аро, дочери Хуана Альфонсо де Аро, сеньора Лос-Камерос, и его жены, Констанции Альфонсо де Менесес. Мария Альфонсо де Аро состояла во втором браке, она была вдовой Филиппо Фернандо де Кастро, сеньора Кастро. У Раймонда VI был сын Марии:
- Уго I де Кардона (1307—1334), виконт Кардона и граф Ампурьяс.

У него также было семеро детей от отношений с Флор де Понтиак, с которым он провел большую часть своей жизни:
- Гиллем де Кардона, умерший в 1330 году
- Беренгер де Кардона, умерший в 1331 году
- Костанса де Кардона, умерший в 1325 году
- Рамон де Кардона, умерший в 1328 году
- Сибилла де Кардона
- Бруниссенда де Кардона
- Педро де Кардона